# 리츠칼튼

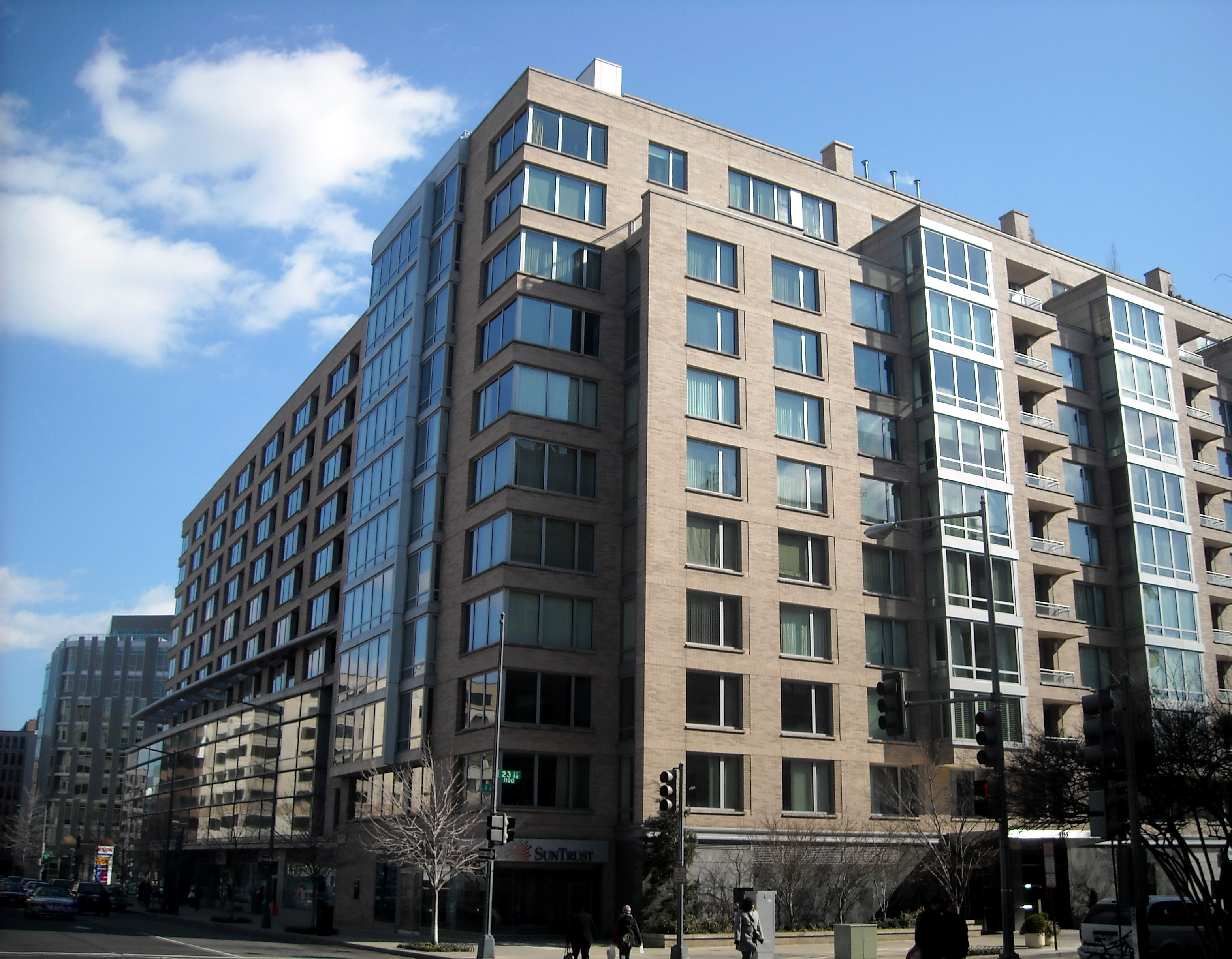
워싱턴 D.C.의 리츠칼튼 호텔

리츠칼튼(Ritz-Carlton 리츠칼턴[*])은 매리엇 인터내셔널 산하의 호텔 브랜드이다.